# Dinyar Contractor
Dinyar Contractor (c. 1941-Bombay, 5 de junio de 2019) fue un actor de teatro, comediante y actor de Tollywood indio. Actuó en el teatro gujarati y en el teatro hindi, así como en películas hindi. 

## Actividad artística
Comenzó a actuar en la escuela y comenzó su carrera profesional en 1966. Comenzó a trabajar en programas de televisión con Adi Marzban cuando Mumbai Doordarshan lanzó el canal DD-2 en Mumbai con Aao Marvao Meri Saathe, un programa de gujarati. Fue galardonado con el Padma Shri el 26 de enero de 2019. Murió el 5 de junio de 2019 en Mumbai.

## Filmografía
- Jhankaar Beats
- Mujhse Shaadi Karogi
- Chori Chori Chupke Chupke
- Khiladi
- Jawab
- Baadshah
- Daraar
- Baazigar
- 36 China Town